# Chiesa di Sant'Antonio in Campo Marzio
La chiesa di Sant'Antonio in Campo Marzio, anche conosciuta come chiesa di Sant'Antonio dei Portoghesi, è un luogo di culto cattolico del centro storico di Roma.
Situata nel cuore del rione Campo Marzio, vicino all'antica osteria dell'Orso, è la Chiesa nazionale della comunità portoghese a Roma.

## Storia

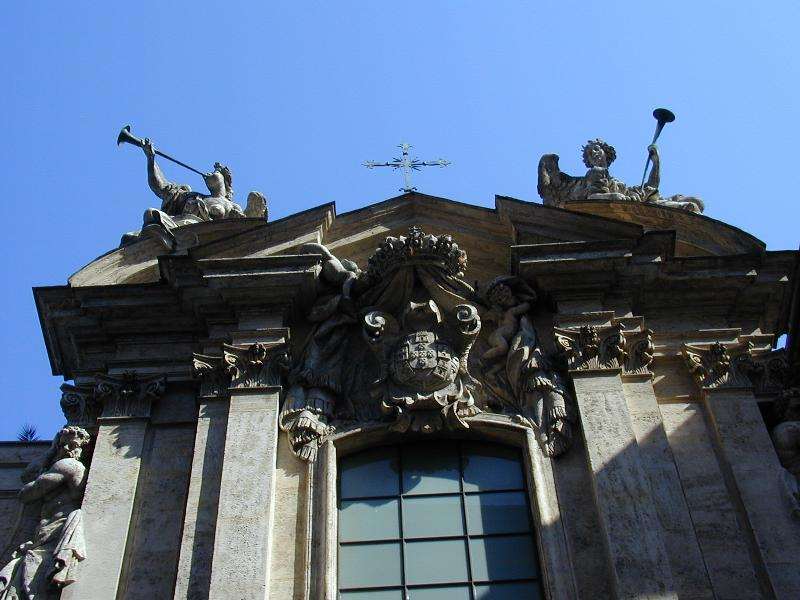
Lo stemma del Regno del Portogallo sulla facciata della chiesa

La chiesa venne fondata nel 1445 dal cardinale Antonio Martínez de Chaves sul luogo di un ospizio per i pellegrini portoghesi istituito dalla nobildonna Guiomar da Lisbona, dotato di un piccolo luogo di culto della grandezza di una casupola, dedicato alla Madonna di Betlemme.
La fondazione venne quindi posta sotto la protezione dell'ambasciatore portoghese presso la Santa Sede e dalla fine del XVI secolo fu questi a stabilire che essa ormai si presentava troppo piccola e affollata durante le celebrazioni liturgiche al punto da rendere necessario un ampliamento della cappella originaria. A partire dal 1624, con l'acquisizione di proprietà vicine, si iniziarono i lavori di ampliamento della struttura e la chiesa venne terminata nel 1638 da Martino Longhi il Giovane. La chiesa venne ridedicata a Sant'Antonio da Padova che è di origine portoghese. Altri lavori di ampliamento vennero portati avanti nel 1657 da Carlo Rainaldi e da Cristoforo Schor che si occuparono rispettivamente della cupola e dell'abside con l'altare maggiore.

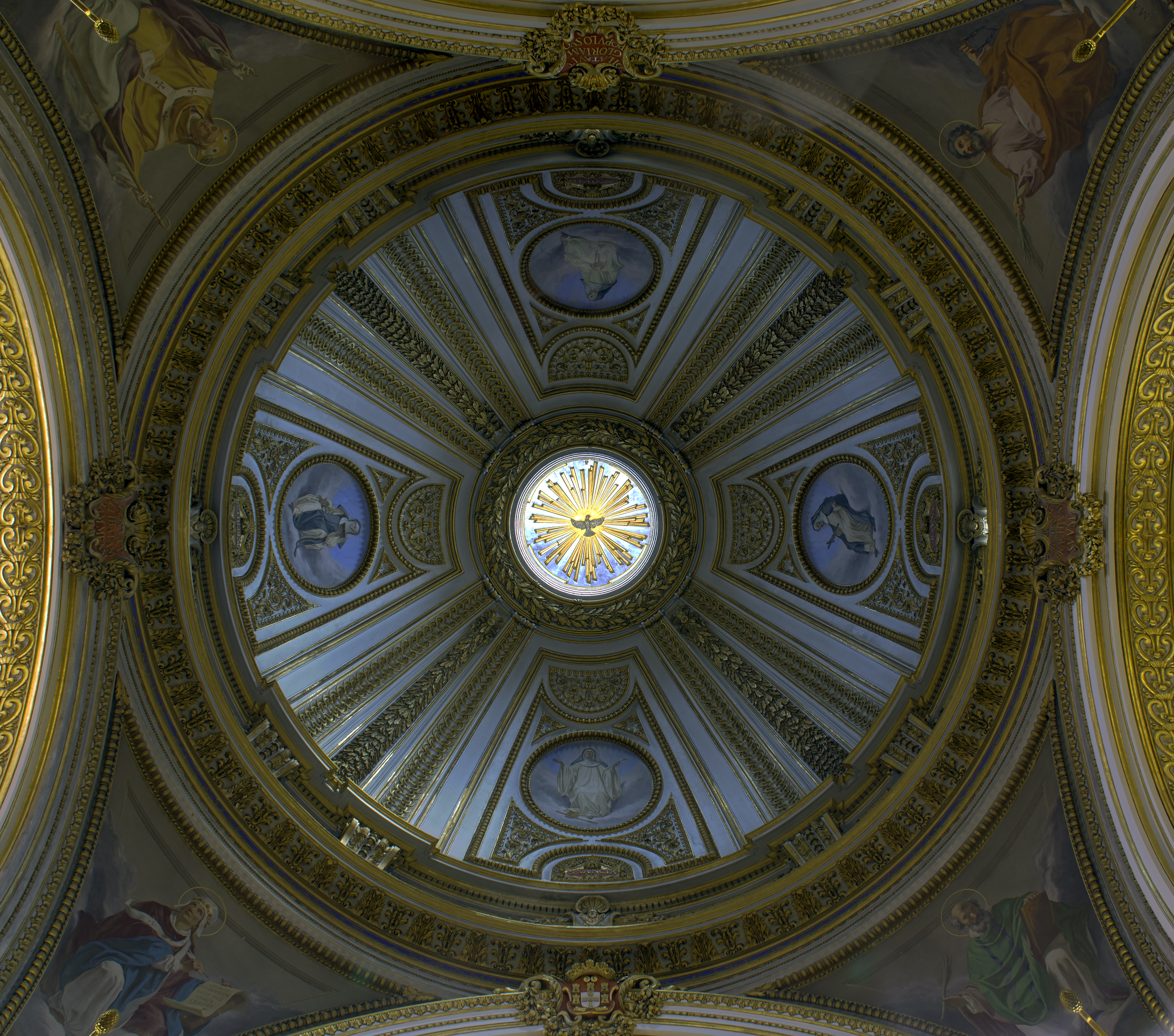
La cupola dall'interno

Diversi papi tra cui Clemente XI e Clemente XIV visitarono la chiesa, in gran parte per ragioni diplomatiche dal momento che durante il XVIII secolo le relazioni tra Santa Sede e Regno del Portogallo rimasero tese. Questa sorta di sottomissione nel compromesso venne vista da molte altre monarchie europee di stampo cattolico come una volontà di servilismo da parte dei papi nei confronti del regno portoghese, ma del resto il Portogallo godeva del patronato su centinaia di missioni in Asia ed in America, all'interno dei propri territori coloniali.
Dopo l'occupazione napoleonica di Roma, la chiesa ed il relativo ospizio per i pellegrini vennero chiusi nel 1799 e venduti all'asta. La proprietà tornò al governo portoghese nel 1814 e la chiesa venne sottoposta dapprima ad una delicata opera di restauro e poi venne riaperta nel 1842.
Nel 1873 l'architetto Francesco Vespignani fece eseguire nuovi restauri alla struttura, progettando le vetrate istoriate e decorando l'interno della cupola.
La chiesa rimase diretto patronato del governo portoghese sino al 1910 quando lo scoppio della rivoluzione (che aveva stampo anticlericale) impose la rinuncia di questa prerogativa. L'ospizio dei pellegrini originario venne quindi convertito in un collegio, l'attuale Istituto Portoghese di Sant'Antonio in Roma (IPSAR) che attualmente gestisce anche la chiesa.

## La struttura

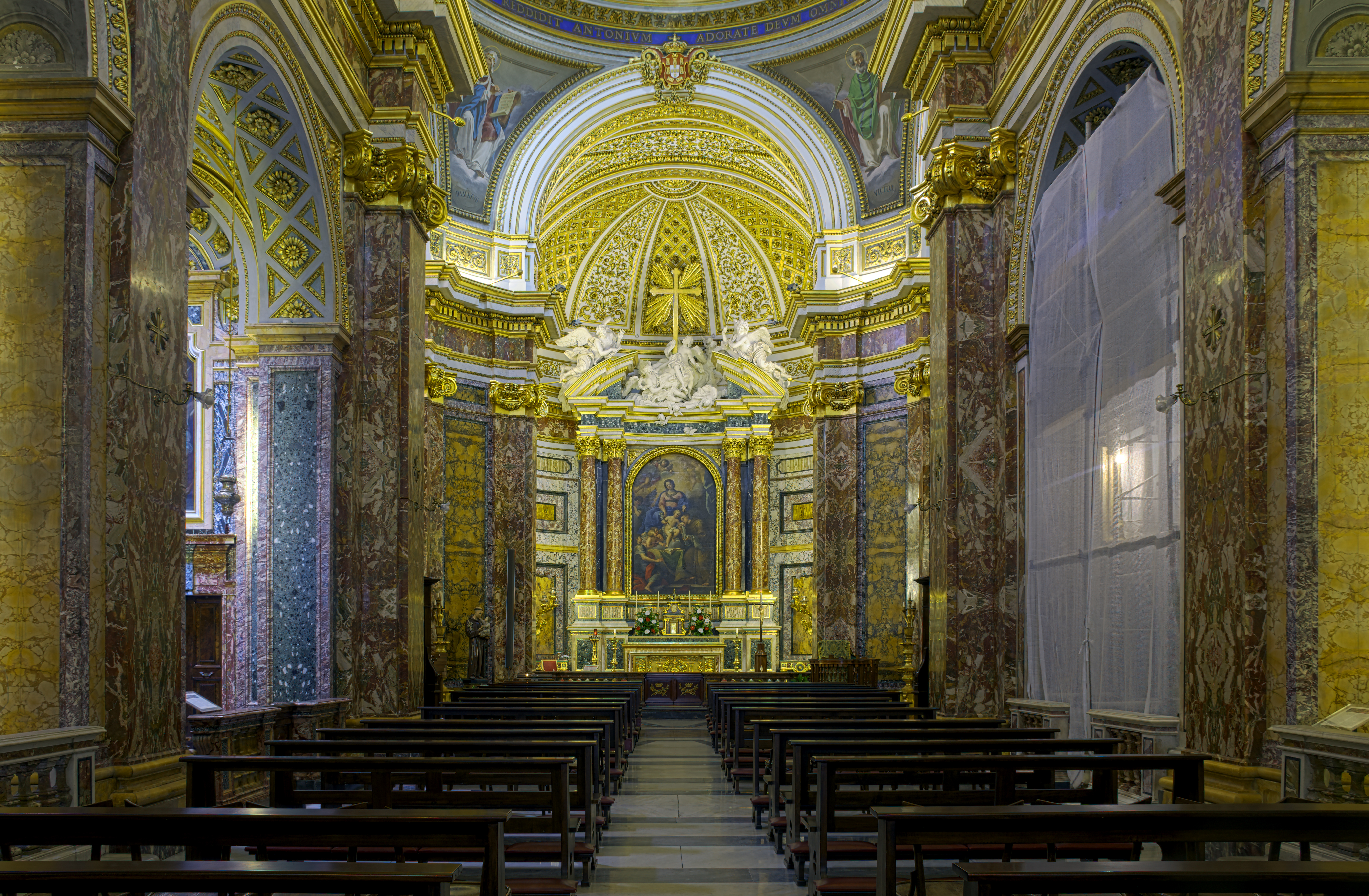
L'interno

Esternamente, la struttura della chiesa si presenta piuttosto stretta nella visuale altrettanto allungata di via della Scrofa, con la ricca e monumentale facciata barocca di Martino Longhi il Giovane (1638). Molto ornato è anche l'interno, che riesce a dare un'impressione di ricchezza e sfarzo nonostante le piccole dimensioni. Al suo interno conserva una tavola a fondo oro di Antoniazzo Romano, le tele del pittore pergolese Antonio Concioli Adorazione dei Magi, Natività e Riposo durante la fuga in Egitto (entrambe datate 1782), l'Immacolata Concezione, di Giacomo Zoboli del 1756 e il Monumento De Souza di Antonio Canova (1808). Il transetto fu decorato da Luigi Vanvitelli.
Nel 2008 viene installato il grande organo Mascioni opus 1181, dotato di 4 tastiere e 47 registri, ampliato nel 2015-2016 e portato a 60 registri su cinque manuali e pedale.

### La Cappella di San Giovanni Battista

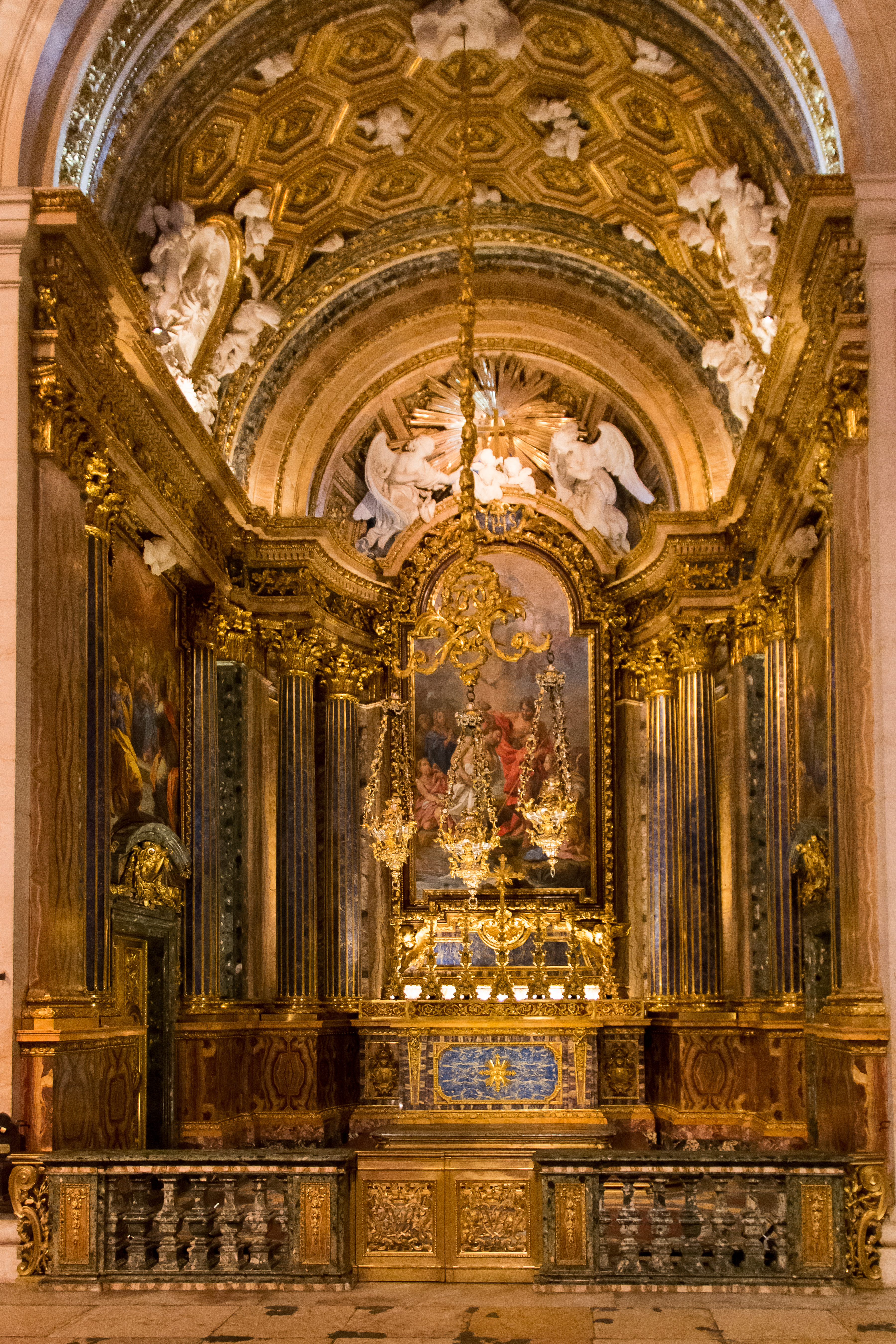
La cappella di San Giovanni Battista assemblata nella chiesa di Sant'Antonio dei Portoghesi a Roma e poi smontata e rimontata in quella di San Rocco a Lisbona dove ancora oggi si trova

Nel 1740 re Giovanni V del Portogallo diede commissione all'ambasceria portoghese a Roma di abbellire il principale luogo di culto nazionale con un'opera sfolgorante di oro e marmi preziosi, un vero gioiello tardobarocco.
Nel 1742 la struttura iniziò a prendere forma grazie alla supervisione di un'équipe diretta da Nicola Salvi e Luigi Vanvitelli che creò una struttura "provvisoria" con dei moduli prefabbricati all'interno della chiesa con l'intento, sempre su volontà del re portoghese, che essa fosse consacrata dal papa, ammirata dal popolo e poi venisse riportata in Portogallo per essere rimontata. La cappella, infatti, venne benedetta da papa Benedetto XIV nel 1744 anche se i lavori di decorazione proseguirono sino al 1747.
La struttura, smontata e sezionata, venne quindi inviata a Lisbona grazie a tre navi e rimontata con la supervisione di Francesco Feliziani e Paolo Niccoli, con l'aiuto dello scultore Alessandro Giusti, nella chiesa cittadina di San Rocco dove ancora oggi si trova.